# 빈롱성
빈롱성(베트남어: Vĩnh Long / 省永隆)은 베트남 남부 메콩강 삼각주 지역에 위치한 성단위 지방 자치체이다. 성도는 빈롱이며, 인구 4,257,581명에 (2025년), 6,296.20 km2의 면적을 가지고 있다.

## 역사
오늘날의 빈롱성은 1732년 응우옌 왕조가 세운 롱호딘(營)의 일부로서, 벤째성, 짜빈성, 껀터의 일부 지역으로 구성되어 있다.
이 지역은 18세기 후반에 떠이선 왕조의 형제들과 응우옌 왕조 사이에 가장 치열한 전투가 벌어졌다. 1784년 응우옌후에는 망팃강에서 응우옌아인을 돕는 시암군을 격파했다.
1951년 베트남 민주공화국의 남부 저항 행정 위원회는 빈롱성과 짜빈성을 통합하여 빈짜성으로 합병하였다. 빈짜성은 1954년까지 존재했다. (그러나, 북베트남은 이 지역을 상당 기간 관리하지 않았기 때문에, 이 협정은 시행되지 않았다.) 1957년에 남베트남은 빈롱성을 형성했는데, 다음과 같은 쩌우타인현, 쯔락현(현재의 벤째성 일부), 땀빈현, 빈민현, 사덱현, 럽보현 6개 현으로 구성되어 있다. 1961년 까이늄현이 쯔락현에서 분리되었다.
득똔현과 득타인현이 1962년에 추가되었지만, 1966년에 새로 형성된 사덱성에 합류했다. 1975년을 기준으로 그 지방에는 일곱 개의 현이 있었다. (쩌우타인현, 쯔락현, 땀빈현, 빈민현, 민득현, 짜온현, 붕리엠현)
남베트남이 함락된 후 베트남 사회주의 공화국은 비롱성을 짜빈성과 합병하여 1976년 끄우롱성을 형성하였다. 1991년 끄우롱성은 다시 빈롱성과 짜빈성으로 갈라졌다. 분단 당시 빈롱성은 1개 시(빈롱시)와 5개의 현(롱호, 붕리엠, 빈민, 땀빈, 짜온)으로 구성되었다.
1992년, 망팃현은 롱호현에서 다시 분할되었다. 2007년에는 빈떤현이 새로 만들어졌다.

## 행정 구역
메콩강 삼각주 중심부의 허우강과 띠엔강 사이에 위치한 빈롱성은 낚시로 잘 알려진 지방이다.

### 시
- 빈롱시 (Vĩnh Long / 永隆市)
- 벤째시

### 시사
- 빈민 시사 (Bình Minh / 平明市社)

### 현
- 빈떤현 (Bình Tân / 平新縣)
- 롱호현 (Long Hồ / 龍湖縣)
- 망팃현 (Mang Thít / 斌沏縣)
- 땀빈현 (Tam Bình / 三平縣)
- 짜온현 (Trà Ôn / 茶溫縣)
- 붕리엠현 (Vũng Liêm / 淎濂縣)
- 바찌현 (Huyện Ba Tri / 𠀧知縣)
- 빈다이현 (Huyện Bình Đại / 平大縣)
- 쩌우타인현 (Huyện Châu Thành / 周城縣)
- 쩌락현 (Huyện Chợ Lách / 𢄂藶縣)
- 종쫌현 (Huyện Giồng Trôm / 壠簪縣)
- 모까이박현 (Huyện Mỏ Cày Bắc / 㖼𦓿北縣)
- 모까이남현 (Huyện Mỏ Cày Nam / 㖼𦓿南縣)
- 타인푸현 (Huyện Thạnh Phú / 盛富縣)

## 인구 통계
빈롱성의 인구는 2019년 4월 1일 기준으로 102만 2791명(메콩 삼각주 13개 성 및 도시 중 10위)에 달했고 인구밀도는 687명/k㎡에 달했다. 이 중 도시 인구는 16만9862명에 육박해 지방 인구의 16.6%를 차지하며, 농촌 인구는 852,929명에 달하며, 인구의 83.4%를 차지한다. 남자 인구는 503,878명에 이른다. 반면에 여성 인구는 518,913명이 된다. 15세부터 59세까지의 연령층이 빈롱 인구의 69.83%를 차지하고 있으며, 나머지 2세대는 0세부터 14세, 60세 이상까지로 각각 지방 인구의 9.09%와 21.08%를 차지한다. 지역별 자연 인구 증가율은 0.02 ‰ 감소, 자연 인구 증가율은 0.87%이다.
2009년 1월 4일까지 베트남 통계청에 따르면, 빈롱성은 20개의 민족을 가지고 있고 외국인들이 살고 있다. 낀족이 997,792명인 크메르는 21,820명, 중국인은 4987명, 나머지는 따이족, 참족, 므엉족 등의 민족이다.
2019년 4월 1일 기준으로, 빈롱성은 11개의 전체 종교인은 372,280명에 달하며, 대부분이 불교인이 187,660명, 호아하오교는 66,269명, 카톨릭은 66,220명, 까오다이교는 46,226명이며, 개신교와 같은 다른 종교는 3,641명, 베트남 순수한 불교는 1,842명이며, 유교도는 1,842명, 그레이스 4세대(불교 계열)는 327명, 무슬림 56명, 민스도가 22명, 브우손끼흐엉이 16명, 나머지는 브라만으로 오직 한 사람뿐이다.

## 경제
새우, 바사와 짜 메기는 빈롱성의 물속에 풍부하게 존재하는 많은 종류의 물고기들 중 하나이다. 비옥하고 비옥한 토양은 빈롱성을 이상하게 생긴 망고스틴, 끝이 뾰족한 람부탄, 톡 쏘는 향긋한 두리안 등 많은 이국적이고 맛있는 과일들이 자라는 이상적인 장소로 만든다. 빈롱성의 광범위한 수로의 네트워크 때문에, 이 과일들과 많은 다른 물건들은 시장 상인들의 거대한 수상 시장 매대에서 싸게 구입할 수 있다.
물을 이용한 여행은 보트로만 접근할 수 있는 작은 섬들에 위치한 식당과 관광지에 가는 것뿐만 아니라 식료품 쇼핑과 같은 평범한 일을 경험을 하게 해준다. 이곳에서는 관광 인프라가 아직 걸음마 단계에 있지만, 아주 합리적인 가격에 편안한 숙박과 훌륭한 음식을 먹을 수 있다.

## 교통
호찌민시 남서쪽으로 약 135km 떨어진 곳에 위치한 빈롱성은 국도 1A와 미투언 대교를 이용하여 버스, 밴 또는 자동차로 쉽게 접근할 수 있다.

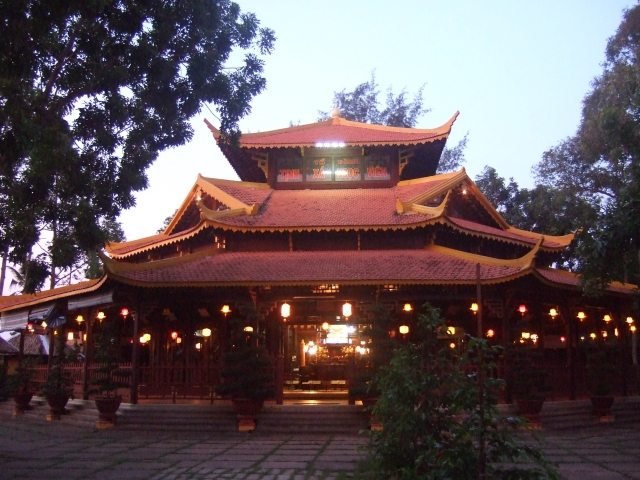
응옥비엔 가문의 불사
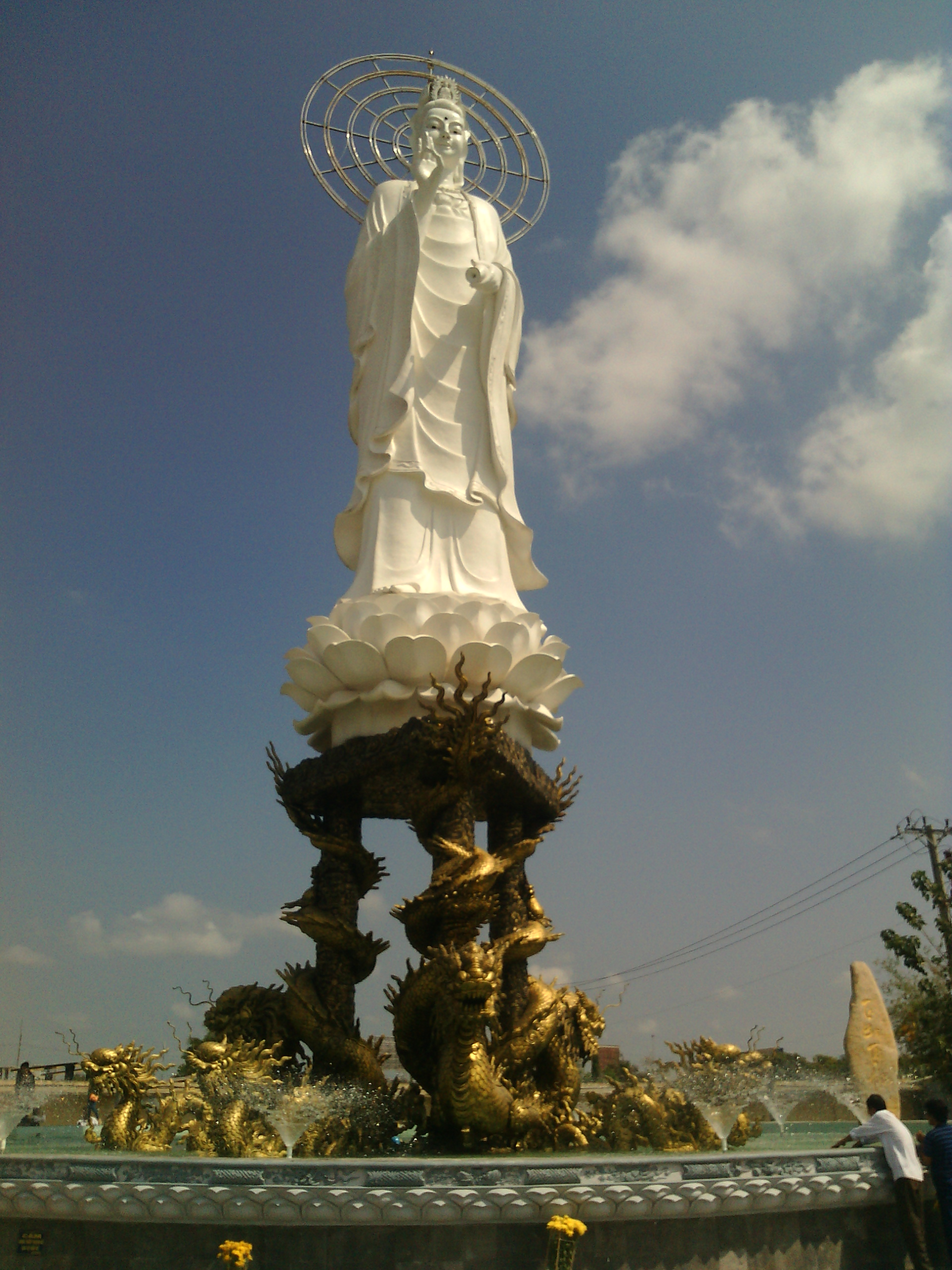
관음상
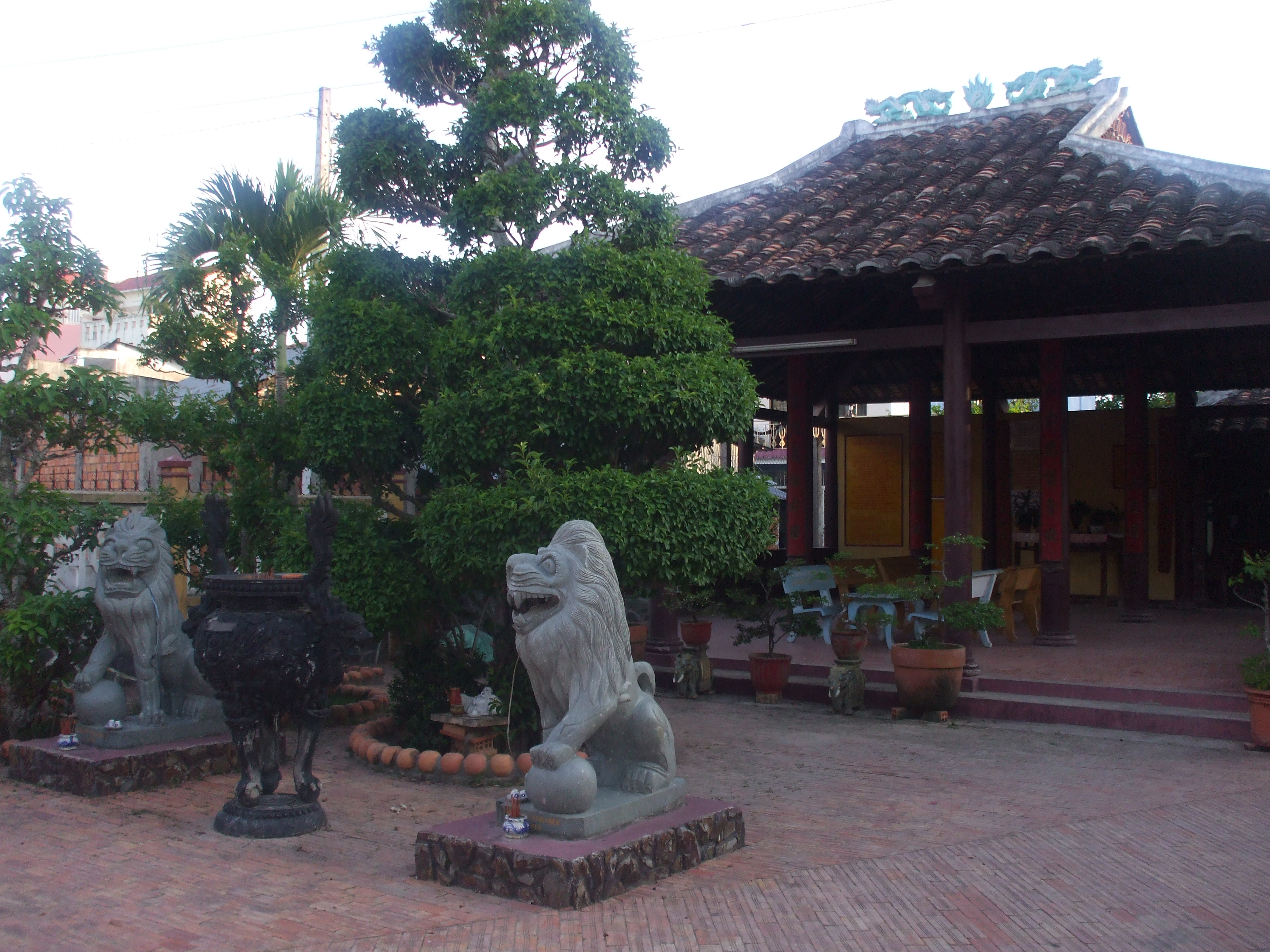
꽁타인사
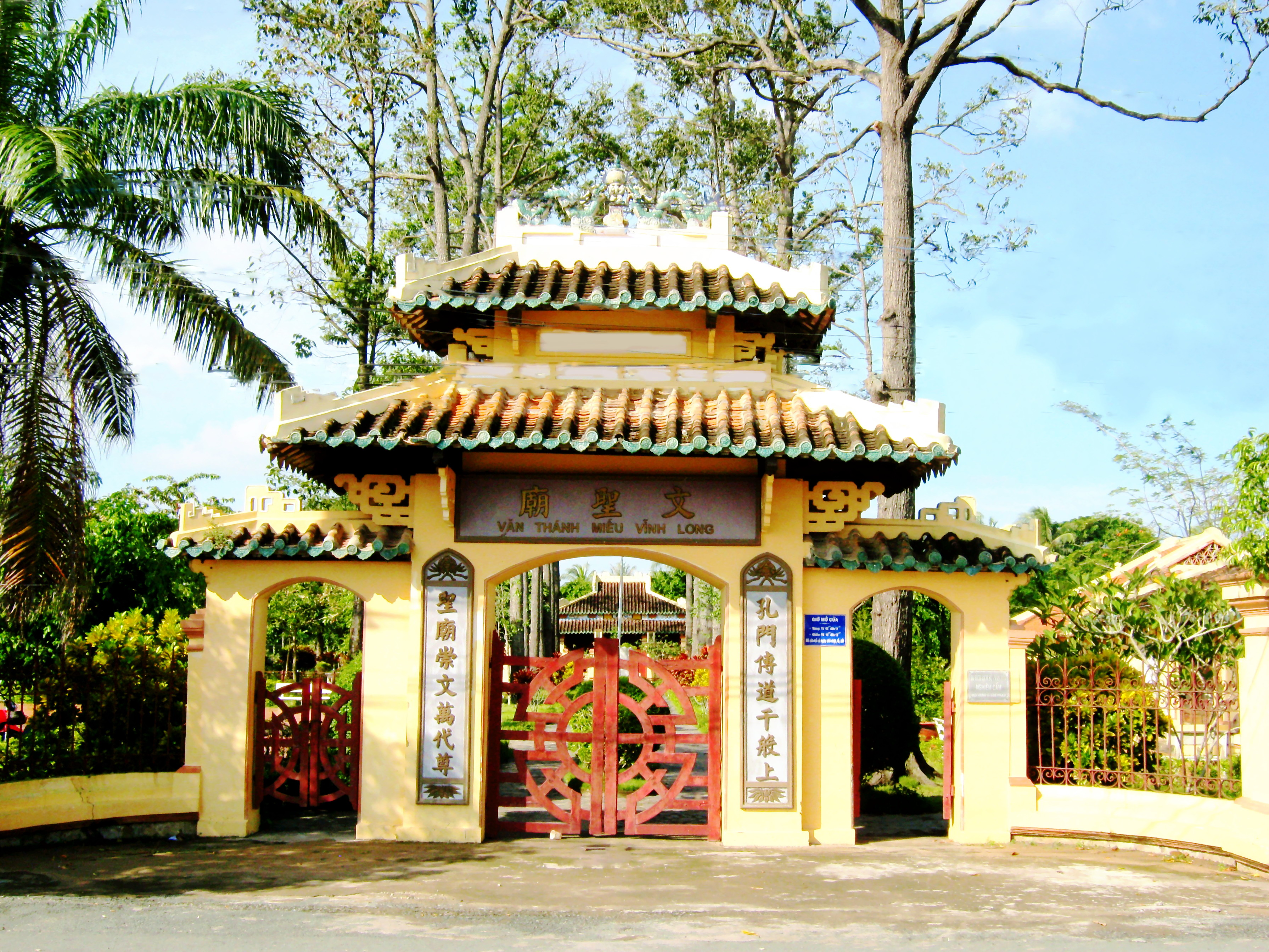
반타인묘

## 같이 보기
- 메콩강 삼각주